# 久留木玲
久留木 玲（くるき れい、1999年12月12日 - ）は、日本の元AV女優。宮城県出身。

## 略歴
2019年7月、ソフト・オン・デマンド内レーベル青春時代専属女優としてAVデビュー。所属事務所はティーパワーズ。2020年2月発売の7作目までリリースを行った。
2020年3月、専属を離れ企画単体女優となる。
ロリ系美少女路線でデビューしたが、企画単体転身後はハードプレイや人妻役などプレイスタイルや役柄を問わず幅広く活動。
2020年4月に公式ファンクラブ「くるるんといっしょ」をFanicon上でスタートさせた。
2020年5月24日から6月27日「ひとつなぎ」においてクラウドファンディングを実施した。
2020年6月からTwitchでのゲーム配信を開始。FANZA発表2020年年間AV女優ランキング9位を獲得。
月刊FANZA発表2021年上半期女優別ランキング8位。2021年9月、トリプルHAPPYキャンペーン2021キャンペーンガール就任。
2023年6月現在、所属事務所ティーパワーズのHPから削除されている。また、2023年2月以降、新作の発売も途絶えている。

## 人物
好きな映画は『レオン』。好きな歌手は「Muse」。学生時代はサッカー部マネージャーの経験がある。
ライターの本末ひさおは「抱きしめたら折れちゃいそうなきゃしゃな体ですが、SEXはパワフルでイキっぷりも豪快」と表現スタイルを評している。
良家の娘や優等生、しっかり者などを演じることが多く、言葉遣いも丁寧なため育ちがよいと思われることがあるが、実際は母親と恋人の出入りが激しい家で育ち、父親の異なる弟がいる。幼少時に一緒に暮らし父親だと思っていた男性は弟の父親であり実父は不明である。その後、弟の父と母親も離婚してしまった。また、児童養護施設に何度か入っていた。
同じ事務所のひなたまりんとは性格は正反対ながら、「嫁、旦那」と呼び合う親友である。きっかけは共同でクラウドファンディングしていたこと。

## 出演作品

### アダルトDVD
- この子、青春ど真ん中！久留木玲 SOD専属 AVデビュー（7月11日、青春時代）
- 制服美少女と昼間っから一日中、ず〜っと性交 久留木玲（8月8日、青春時代）
- 久留木玲 おじさんと体液交換 接吻、舐めあい、唾飲みせっくす（9月12日、青春時代）
- 連休中の学校で絶倫キュートな後輩女子マネージャーと朝から晩までひたすら求め合い何度もハメまくった 久留木玲（10月10日、青春時代）
- 門限までの7時間、絶品ボディの美少女に集まる昆虫親父チ○ポ12本にねっとりまとわりつかれて粘着輪姦された長〜い一日 久留木玲（11月7日、青春時代）
- 泡まみれの青春 なりきり泡姫体験ご奉仕ソープ 久留木玲（12月12日、青春時代）

- はじめての中出し 放課後ドライブ 久留木玲（1月9日、青春時代）
- 僕を助けてくれる幼なじみがいじめっこに犯されているのを見て勃起した (3月1日、ムーディーズ)
- 異常に顔がカワイイ女子が異常に変態だった。性癖曝け出すマゾ中毒性交 (3月25日、ナンパJAPAN)
- あの日、大学の飲み会が中出し輪姦サークルに変わった。新歓コンパ編 （3月25日、本中)
- 未成熟な青春ど真ん中ボディに猥褻教育 肉体固定してガリ細ボディをイジメ倒しじっとりねっちょり開発調教しちゃいました。 (3月25日、kawaii*)
- はじめて彼女ができたので幼なじみとSEXや中出しの練習をする事にした (4月1日、ムーディーズ)
- 「えっ!今、中に出したでしょ?」早漏をゴマかす暴発後の延長ピストンで抜かずの追撃中出し!! (4月1日、ワンズファクトリー)
- 姉の挑発を真に受けた童貞弟がイッてるのに気づかず爆走ピストン (4月13日、ムーディーズ)
- 私、実は夫の上司に犯され続けています… (4月13日、溜池ゴロー)[2]
- 「ごめん…寂しくて来ちゃった…」豪雨でズブ濡れだったのは片思いの幼馴染。 久留木玲(4月19日、ロイヤル)
- クソ生意気下着売り制服娘を監禁生姦キメパコ中出し（BLK-453）(4月19日、kira☆kira)
- 全身をネットリ舐め回す、ナメクジ親父の粘着性交。 (4月25日、マドンナ)
- 養護施設で一緒に育ったあの娘と中出しソープランドで再会 (4月25日、本中)
- 聖水領域 粘着質の顧問にお漏らし調教された女子○生は純真無垢な太ももを濡らす。 (4月25日、ダスッ!)
- 射精直後の敏感チ○ポをこねくり回してネバスペ連射!!お掃除すっごいチンしゃぶ大好きメイド (5月1日、ムーディーズ)
- レズビアンに囚われた女潜入官Special(5月7日、ビビアン）
- 幼い頃から成長を見守ってきた美少女を中年オヤジがネットリ犯す数日間の記録。 (5月7日、アタッカーズ)
- 会えば100％性交。制服の下はいつでも濡れ濡れ状態でおじさんに求められるのを期待しているスケベな美少女とどこでもヤリまくり濃密セックス(5月13日、無垢)
- 美少女妄想脳内エステ 醜いおじさんに体中をまさぐられオイルまみれで中出しセックスされるのを想像して興奮してる私って変態ですか? (5月19日、エムズビデオグループ）
- 逆3Pハーレム中出し 幼なじみの双子姉妹に彼氏が出来たので、両親の不在中にセックスの練習をしまくることになった僕。 (6月1日、ムーディーズ)
- 修学旅行先のホテルは先生と相部屋 心の準備は出来ていない。でも体はすでに反応している（6月19日、ROOKIE)
- ヌキヌキソープランドぎっしり4時間11名10SEX（6月25日、SODクリエイト 総集編）
- 平成から令和に時代を跨ぐkawaii*大ボリューム怒涛の200本番セックス（6月25日、kawaii 総集編）
- 「奥に当たってイッちゃうぅ～♪♪」美少女の純白桃尻をバックでえっちっち50本番（6月25日、kawaii 総集編）
- 妻と喧嘩した僕を気遣うフリして誘惑してくる妻の妹に、僕は逆らえずに何度も中出しをしてしまった(7月7日、BeFree)
- 可愛い生徒会長の催●術なんて効くわけ無い。かかった振りして逆に膣を激しくかき乱してやる。  (7月13日、ダスッ!)
- 恥ずかしがり屋で超絶カワイイ義理の妹と付き合い始めてしまったボク…。初めて親がいない一泊二日…エッチするチャンス！朝から晩までヤリまくり（7月19日、Hunter オムニバス)
- レーベルの垣根を超えた歴代専属女優21人 レロレロ舌が溶けちゃうベチョベチョ唾液引っ掻き回しチュッチュおかわり無限ベロチュー性交SP（7月23日、SODクリエイト 総集編）
- 青春時代 ベストセレクション 15名のデビュー初撮りSEX 8時間（7月23日、SODクリエイト 総集編）
- 終わらない追撃ピストンでイキ果てるオンナ！ 集団輪●レ×プ35連発 (8月1日、ムーディーズ 総集編)
- 行列が出来る中出し中毒公衆便女 濃厚オヤジの追撃種付けプレス20連発大乱交 久留木玲(8月1日、ワンズファクトリー)
- 嫁の連れ子に嫁との激しいセックス見せつけたらママの真似をしたがったので中出し子作りごっこした(8月1日、ムーディーズ)
- 姉妹調教 新しいお父さんは、毎日私たちを辱めてくるんです…。 白石かんな 久留木玲(8月7日、アタッカーズ)
- S級美女が腰ハネ絶頂！射精直前の激ピストン中出し111連発！240分(8月13日、ムーディーズ 総集編)
- 夏休み補習NTR ムカつく担任と大好きな彼女が汗だく中出しSEXしていたなんて… (8月13日、ムーディーズ )
- kawaii*厳選美少女42人がカメラを忘れてマジイキ絶頂SEX8時間 (8月25日、kawaii* 総集編)
- kawaii美少女52人そんなに突いたらおま○こ壊れちゃう！連撃ピストンSEX8時間70連発(8月25日、kawaii* 総集編)
- 純愛中出し―初めて付き合った日から、すれ違い続けたふたり今日、初めてナマでSEXする3年越しの中出し― （8月25日、本中)
- 「もう射精してるってばぁ！」イッた直後の敏感チ○ポをこねくりしゃぶられ連射されたボク... （8月25日、痴女ヘブン)
- 美人母娘、イタダキマス。数十年前に孕ませた女とその娘に会いに来ました (8月25日、ダスッ!)
- 僕を助けてくれる幼なじみがいじめっこに犯●れているのを見て勃起した8タイトル8時間BEST(9月1日、ムーディーズ  総集編)
- 久留木玲の凄テクを我慢できれば生★中出しSEX！(9月1日、ワンズファクトリー)
- 超高級中出し専門ソープ(9月1日、ムーディーズ  )[11]
- 犯●れ顔の美しい女たち 中出しレ●プ8時間 Vol.2(9月7日、アタッカーズ 総集編)
- 地球滅亡まであと1カ月、私は長年連れ添った夫ではなく学生時代憧れだった彼を選んだ…。 (9月7日、マドンナ)
- 人妻の妊娠危険日ばかりを狙う顔の見えないレ×プ魔(9月13日、溜池ゴロー)
- 純真無垢な美少女 赤裸々なカラダ観察＆オナニー10人4時間(9月13日、無垢 総集編)
- 水蜜少女1＆2 実写版 寝ている制服美少女をキモデブメガネの担任教師が睡眠姦で処女強奪(9月13日、無垢)
- 発射寸前！イクッ！イクゥゥ！ ビクッビクンってイッてる時に激しくピストン再開。「ダメダメまだイッてるからぁ」とかいう反応を無視して突きまくった結果…8時間（9月19日、ROOKIE 総集編)
- エロ本立ち読み優等生 むずむず股間で誘惑（9月19日、ロイヤル)
- 2020年上半期全180タイトルBEST8時間 (9月25日、マドンナ 総集編)
- 月刊kawaii 毎日kawaii女優と日替わりSEXできる4時間BEST(9月25日、kawaii 総集編)
- 僕は最低だ。 あの娘を好きだったはずの僕は、ゲス友達の誘導に乗せられて今日、中出しレ×プ魔になってしまった（9月25日、本中)
- 俺専用マネージャー交換NTR 嫌われたくなくて完全言いなり中出しスワッピング(9月25日、kawaii )
- 僕たちの精液便女子マネージャー 汗だく体育会系パワーピストンで絶倫中出し大乱交！！(10月1日、ワンズファクトリー)
- オヤジって乳首責められると変な声出すからベロキスで黙らせてやるからな！(10月1日、ムーディーズ )
- この女、生意気だからレ●プしてよ。 女子大生強●計画(10月7日、アタッカーズ )
- 旦那が喫煙している5分の間義父に時短中出しされて毎日10発孕ませられています…。(10月13日、溜池ゴロー)
- 姉の挑発を真に受けた童貞弟がイッてるのに気づかず爆走ピストンBEST8時間(10月13日、ムーディーズ 総集編)
- ザーメン欲しがり痴女の頬すぼみバキュームフェラ100連発BEST(10月13日、ムーディーズ 総集編)
- あの日からずっと…。 緊縛調教中出しされる制服美少女(10月13日、無垢)
- セックス直後のイキまくり女優に発射から約5秒以内に咥えさせるお掃除フェラSP（10月22日、SODクリエイト 総集編）
- 令和最新版！人気女優と毎日ナマSEX日替わり31日中出しカレンダー（10月25日、本中 総集編)
- Wささやき淫語でチ○ポバカになるまで中出しさせられた僕（10月25日、痴女ヘブン)
- 「えっ！今、中に出したでしょ？」早漏をゴマかす暴発後の延長ピストンで抜かずの追撃中出し！！BEST(11月1日、ワンズファクトリー 総集編)
- 愛する彼女の孕ませ事情聴取NTR(11月1日、ムーディーズ)
- 久留木玲8時間BEST(11月1日、ムーディーズ BEST)
- 舐めキス誘惑レズビアン プライベートに誘い込む濃厚性交(11月7日、ビビアン)
- 挑発パンチラ美少女ハーレム2 エロ盛り娘に囲まれチ○ポバカになるまでイカされる！(11月13日、ムーディーズ)
- 忘年会NTR ～一滴も酒が飲めない妻が上司のお酌を断りきれずに酔わされ中出しされた映像(11月13日、溜池ゴロー)
- 射精管理制度の無い県から来た男の先生 隠れドスケベ眼鏡っ娘の凄テク搾精(11月13日、ムーディーズ)
- デカ尻制服少女のスカートめくってバックピストン悶絶アクメBEST(11月13日、ムーディーズ 総集編)
- まな板BODYが割れる程、ハードにガツガツぶっ刺す！！貧乳ぽち乳首ちゃんがイキ反り狂う絶頂ピストンBEST480分(11月25日、ダスッ! 総集編)
- 未成熟で敏感な早漏少女たちのカラダがくずれ落ちるイキまくり大痙攣アクメ83連発！！(11月25日、kawaii 総集編)
- 両親が突然不在…残された幼馴染とコンドームを買うお金もなく中出ししまくった日々(12月1日、ムーディーズ)
- 顔射でヌキたい！48発BEST(12月1日、ムーディーズ 総集編)
- 鬼畜義父の姉妹喰い 洗脳いいなり調教で中出し性玩具として扱われる日々…(12月1日、ワンズファクトリー)
- 本気で感じるびっしょり汗だく凌●性交8時間BEST(12月7日、アタッカーズ 総集編)
- 「ウチの彼の方が超絶倫だってばぁ！！」 彼氏スワップヤリ比べ！自慢のチ●ポを奪い合い痴女って挟み撃ち逆3Pハーレム (12月13日、ムーディーズ)
- 超高級中出し専門ソープ 大ボリューム8タイトル 8時間BEST vol.4(12月13日、ムーディーズ 総集編)
- 俺専用32人のおしゃぶりメイド～即フェラ・玉舐め・お掃除まで射精し放題極上フェラチオ生活～(12月13日、ムーディーズ 総集編)
- 2020年上半期大集結！！ 超豪華21メーカー新作346タイトル特大16時間BOX(12月19日、ROOKIE 総集編)
- ダスッ！2020 ALL TIME BEST(12月25日、ダスッ!総集編)
- 射精直前のフェラチオ＆激ピストンラッシュ！！ 特濃ザーメンを綺麗な顔にぶっかける大量顔射100連発BEST(12月25日、マドンナ 総集編)
- kawaii*美少女64人！最高の射精へ導く胸熱チ●ポ愛撫テク8時間 射精直前の超快感フェラ・手コキ・パイズリ100連発射(12月25日、kawaii 総集編)

- 悶絶クンニMANIAX 久留木玲(1月1日、ワンズファクトリー)
- ビビアン 2020年上半期コンプリートBEST 8時間 ～全作品のレズビアンセックス厳選収録～！！(1月7日、ビビアン 総集編)
- 濃厚な精子を子宮で欲しがり搾り尽くす！締め付けマ○コによくばり超・中出しSEX 8時間（1月19日、ROOKIE 総集編)
- 私にナマの気持ち良さをいっぱ～い教えて下さい 赤ちゃんできちゃう？ 制服着ちゃってる系フレッシュマ●コ次々続々中出し危険日・BEST(1月25日、ダスッ! 総集編)
- 甘え愛 相手に自分の全てを曝け出す中出し性交 久留木玲（1月25日、本中)
- 少女たちのちいさいマ●コをメリメリ拡張するデカチンハードピストンFUCK8時間(1月25日、kawaii 総集編)
- 僕が大好きな女の子は、僕の大切な親友と付き合ってる（1月29日、ドリームチケット）
- 愛娘を犯し続ける鬼畜父の近親相姦映像 久留木玲（2月26日、TMA）
- レズグルイ 賭けられるのは現金か女の身体…。（3月7日、ビビアン）[12]
- 共鳴 久留木玲 向井藍（4月19日、レズれ!）
- 午前10時 学校どうしたの… れい 久留木玲（4月24日、ビッグモーカル）
- 聖水ハーレム 美少女4人におしっこビチャビチャかけられ何度も射精させられたい！ あべみかこ 栄川乃亜 久留木玲 渚みつき(5月13日、ムーディーズ)
- 妻を愛しすぎているので、●すことにしました。 久留木玲 （5月28日、人妻花園劇場）
- 水蜜少女345 実写版 久留木玲 (6月13日、無垢)
- 可愛い顔してデカ尻！！ 久留木玲（7月19日、MARRION）
- 夏休みの間、担任教師の僕は誘惑されるがまま中学時代の教え子3人と挟み囲まれハメざかり（8月8日、SODクリエイト）共演：早見なな、百瀬あすか
- 綺麗好きだった僕の彼女は悪臭漂うゴミ部屋で中年おやじに中出しされまくってボロボロに汚された 久留木玲（8月25日、かぐや姫Pt/妄想族）
- 女子交性 ハメ撮りジャンクション。vol. 08（9月3日、DOC）（※「レイちゃん」名義）他出演：宇流木さらら, 市来まひろ, 高瀬りな
- スチュワーデスin...（脅迫スイートルーム） 久留木玲（10月1日、ドリームチケット）[13]
- 美しい後輩の嫁 デリヘル嬢だった過去を知る男が夫の先輩だったとは…（10月19日、アクアモール/エマニエル）
- 禁断の関係 生意気ギャルと真面目教師レズビアン 朝陽えま 久留木玲（11月9日、ビビアン）
- 湯けむり縄刻 1（11月11日、ヴァンアソシエイツ）
- 【完全主観】ドM女子と露出デート！S攻めメロメロでマ●コ濡らして大量潮吹き！ドM淫語ご奉仕おねだり！責めて責めて責めまくって欲しい…（11月16日、ABC/妄想族）
- 素人ナンパ 新宿でみつけたウブな女子校生に18cmメガチ〇ポを素股してしてもらったら、こんなにヤラしい事になりました。 （12月13日、SODクリエイト）他出演：堀北わん、神野ひな
- スクールカースト最下層のボクがクラスの美少女3人組の性欲処理に使われる夢の放課後ハーレム教室（12月14日、Million）
- アナルのシワの数までハッキリわかる！ノーモザイク連続絶頂アナル見せオナニー 8（12月23日、SODクリエイト）他出演：堀内未果子、柊木楓、姫咲はな、工藤ララ、神野ひな、天然美月、堀北わん、冨安れおな、沙月恵奈、早見なな、栄川乃亜

- 最愛の妻が中出しされてる寝取られ動画が後輩のチャラ男のスマホ内にたくさん保存してあった（2月1日、ミセスの素顔/エマニエル）
- 緊縛飼育～危険な毒花～4（2月17日、ヴァンアソシエイツ）
- 健全に付き合っていた可愛くて清楚な彼女とデート中たまたまホテル街に迷い込んでしまった所を写真に撮られてしまいチャラ男に脅迫されて寝取られた話（3月8日、かぐや姫Pt/妄想族）
- 美尻ガールズバー美少女ハーレム 肉尻揺らして腰を振る密着挟み撃ちプレスで何度も射精せるスケベ接客 百瀬あすか 松本いちか 久留木玲 渚みつき(3月15日、ムーディーズ)
- 哀哭の姫君拷問 敵に捕まったプリンセスの無惨なる運命 悲曲-001:屈辱の処刑に震える誇り高き王女の咆哮（4月12日、BabyEntertainment）
- もりひな女の子と初めてエッチしちゃいました 森日向子レズ解禁 久留木玲（4月12日、ビビアン）
- ザーメンフェラチオ天使 ～ずっと見つめられながら長い神舌でじゅっぽりおしゃぶりフェラ～（4月12日、ケイ・エム・プロデュース）
- 恥辱の教室 女教師飼育（4月26日、バミューダ/妄想族）
- 絶対パンチラ！色んなシチュエーションで挑発してくる小悪魔美少女4人組（5月3日、MARRION）
- お尻大好きしょう太くんのHなイタズラ 久留木玲（6月7日、グローリークエスト）
- 【ド痴女ナース3人が大好きなM男達を逆ナン回診!】～乳首・アナルを好き勝手、ニコニコいじらしく責めまくり、トロ顔男子に大興奮!ド痴女ナースのハーレムマジックミラークリニック～（7月7日、SODクリエイト）共演：花宮レイ、朝比奈ななせ
- KMP20周年記念!! 美女5人と1泊2日ず～っとハメまくりのイキまくりハーレム風俗パラダイスHOTEL さつき芽衣 渚みつき 一条みお 高瀬りな 久留木玲（7月12日、Million）[14]
- 超絶かわいいボーイッシュな美少女ADをレズってAVデビューさせちゃいました！ 久留木玲 百瀬あすか（7月12日、ビビアン）
- Wナンパで清楚系ビッチGETだぜッ！ 大乱交！中出しスワップパーティ！！ 久留木玲×花狩まい（7月19日、ABC/妄想族）

- 303号室の久留木さんと320号室の成沢さんところの奥さん、このマンションのルールも分かんないんだから、好き放題レ×プしちゃえば?（1月12日、SODクリエイト）

### VR作品
- 【VR】久留木玲 初VR 初カノは同級生。僕のことが好き過ぎて射精した後も何度も何度も求める、紅潮するほど追撃青春ピストン【休み時間中にカーテン裏でこっそり密着手コキ/放課後に誰もいない教室で激イキ初性交】校内でエスカレートする青春（11月28日、SODクリエイト）
- 【VR】学校掃除の時間 教室・廊下・階段・図書室 雑巾がけパンチラVR 年末大掃除SP 総勢11名（12月16日、SODクリエイト）

- 【VR】共学初年度 元女子校に入学した男子は僕ひとり！？先輩お姉さん達の部活勧誘がエロすぎて毎日金玉カラッカラ！邪魔者一切なし！1対9のハーレム学園天国！！(3月26日、kawaii)
- 【VR】HQVRで帰ってきた！完全再現度アップ！リアル過ぎる制服見学店 マジックミラー越しに至近距離でパンチラ・胸チラ・疑似フェラ＆セックスをガン見！！(4月17日、kawaii)
- 【VR】 大嫌いなボクの本気ピストンで感じまくる義理妹！超かわいいドストライクの義妹はボクのことが大嫌い！理由はよくわからないけど生理的に受け付けないよう。嫌われているとわかりつつも義妹への思いは強くなっていき、我慢できなくなったボクはあろうことか義妹を…（5月7日、Hunter)
- 【VR】HQVRで覗きまくる！！神出鬼没の超淫乱ゲリライベント スケスケのセーラー服でおっぱいポロン＆マンモロ！マジックミラー越しに制服美少女と疑似セックス(5月14日、kawaii)
- 【VR】男女2対2のグループで行く予定が、当日男友達がまさかのドタキャン 女子2人と行くことになったハーレム青春キャンプ旅行 夜、テントの中で逆3P中出ししまくった思い出(6月5日、本中)
- 【VR】妻の連れ子が狂いそうになるくらい可愛い。一年我慢したけど、だめだ…もう我慢の限界だ。 変態的性交体感VR (6月26日、アタッカーズ）
- 【VR】一度はゴミに捨てようとした使い捨て人形レイちゃんと何度も中出し性活VR 久留木玲（7月23日、本中)
- 【VR】初めてデリヘルで逆3Pコースを頼んだら、新人かわいこちゃん2人がやってきた！！ルールをよくわかっていないようで、禁止のはずの中出しもOK！ いちゃいちゃナマ本番逆3P（11月6日、本中)

- 【VR】キメパコ寝取りVR1【DQNの先輩がムカつくヤツ】なので【コッソリ彼女に媚薬】を飲ませ、ムリヤリ襲ったら嫌がりながら何度も×2痙攣絶頂!【潮吹き、ハメ潮大・大・大連発】で狂ったように弄り合って【顔射】しちゃった逆襲VR!（2月1日、こあらVR)
- 【VR】宅飲みに誘われた僕。まさかの美少女に童貞脳を淫語で犯●れ、射精管理された後弄ばれ強●連続中出しで最高に金玉からっぽ （2月9日、unfinished VR)
- 【VR】【本番禁止】のリフレ店でJ○と【裏オプ成功! 】オプション頼みまくったらご褒美代わりに【生ハメ中出し】させてくれた夢のルーズソックスJ○セックス（2月20日、こあらVR)
- 【VR】グッと近い距離で囁かれる耳誘惑なんて…ズルい。充実的な濃密プレイで聴覚に尽くすASMR夢精ヘルス（2月23日、KMPVR-彩-)
- 【VR】久留木玲 超絶妙アングル! この魔法女子とこれからSEXします! セックスで女子と同時イキしてみたい? あなたの願望…玲が華麗に叶えます! チャイナ服姿の美少女系魔法使いと潮吹き痙攣中出しエッチ!（2月26日、CRYSTAL VR)
- 【VR】天井特化アングルVR ～相思相愛の彼女と初めての自宅お泊りデート～（3月22日、ケイ・エム・プロデュース)
- 【VR】足コキJ○のまとめVR（3月26日、TMA）
- 【VR】何が起こっているか…分からない。怒り狂った兄の彼女から理不尽的に逆レイプされたボク（3月26日、KMPVR-bibi-)
- 【VR】制服美少女と性交 ver.VR（4月23日、制服美少女と性交）
- 【VR】メンヘラ地雷系彼女に殺されそうなほど愛されている僕 （5月4日、アタッカーズ）
- 【VR】特化VR ～顔面～（5月14日、ケイ・エム・プロデュース）
- 【VR】一日限定。同棲中のボクの彼女はバニーガールフェラチオマシーン（6月10日、KMPVR-bibi-）
- 【VR】久留木玲の絶対領域でア・ナ・タを射精管理VR!!（6月23日、ムーディーズ）
- 【VR】愛する娘は本当は血の繋がらない他人の娘 「私、実は知ってたよ…パパのことずっと好きだった…パパも知っちゃったならいいよね？」メンヘラ娘の留まるところを知らない独占愛欲（6月24日、ケイ・エム・プロデュース）
- 【VR】「バレたら即クビですね」ド変態就活生が面接中におマ○コちら見せ誘惑! （6月28日、SODクリエイト）共演：森日向子
- 【VR】顔面直浴び特化!! 女汁まみれVR 女の子の潮、唾、尿を顔面に直接浴びせられ罵倒されているのにビンビンに勃起している僕の変態チ○ポを責められまくり何度も射精させられる!（7月22日、SODクリエイト）共演：奏音かのん、森日向子、弥生みづき
- 【VR】女子校生絶頂パンツ上オナニーVR（10月18日、ケイ・エム・プロデュース）
- 【VR】自宅不倫していた嫁の浮気ビデオを見せつけながら嫌がる嫁に連続中出し（12月10日、ナチュラルハイ）

- 【VR】大好きなあの娘がレズビアン！？目の前でレズSEXを見せつけられ、逆3P展開になり脳バグ体験したボク。（1月5日、ワンズファクトリー）

### 配信作品
2020年
- れい(4月25日、素人ムクムク)
- れい 2nd(5月13日、素人ムクムク)

2021年
- 清純な見かけによらずいやらしすぎる系ちっぱいJ○が、長い舌で舐めて啜って極楽ご奉仕♪♪おじさんとの久しぶりなエッチでイキまくり&ハメ潮だだ漏れのマ○コに妊娠確定生中出し!!!【レイちゃん(彼女)とおじさん(彼氏)の特別な一日】（2月14日、DOC）※「レイちゃん」名義
- 【至高の舐めテク×男を捕食する舐め好き痴女】美味しそうな男を見つけては舐めてしゃぶって喰いまくる激痴女！顔からつま先までベロンベロン丹念に舐めアゲる超絶淫技！精子を搾り取るハンパない腰使い!「もう無理!!」電マ・手マン・鬼ピスでイキ潮ハメ潮噴きまくる！理性ぶっ飛び生ハメSEX!! ＜エロい娘限定ヤリマン数珠つなぎ!! ～あなたよりエロい女性を紹介してください～78発目＞（3月6日、DOC）※「れい/21歳」名義
- 口での奉仕こそ最上級の愛の証! 腋、へそ、指、アナル、舐めて吸っての大盤振る舞い! ハメ潮滴る生ハメ希望マ○コをガン突いて、東北で培ったお熱い営みを全身で表現する舐めすぎヤりすぎ美女に顔射! …だけじゃ収まらず、「なんで中に出してくれなかったんですかぁ…?」とおかわりセックスを要求→緊急2回戦目開始!? 頭の先から子宮の奥まで温め尽くす!!!【ヒミツの夜のケンジンSHOW 4県目】（6月22日、DOC）※「みれいさん/22歳　東北娘」名義
- Hちゃん＆Aちゃん＆Yちゃん＆Rちゃん＆Sちゃん＆Lちゃん（8月6日、俺の素人-Z-）共演：森日向子、星あめり、白川ゆず、逢見リカ、もなみ鈴
- 悶絶! 寸止めオイル手コキ!! 勝手にイッちゃダメだからねっ? 3（9月23日、DOC）他出演：有岡みう、花宮あむ

2022年
- れい（22）：大量ハメ潮x7回! 純朴美女と自宅でハメ撮り。（4月16日、PinkyRush）
- れい&まい（11月25日、おっぱいちゃん）共演：花狩まい
- れい&まい 2（12月2日、おっぱいちゃん）共演：花狩まい

2023年
- スレンダー女優とコスプレxイチャラブSEX：Vol.1（4月28日、Studio Flora）他出演：結城のの、中条カノン
- 裏垢使ってお小遣い稼ぎ♪サッカー部のマネージャーをやってる清楚系J●のハメ撮りが流出!!（6月25日、黒船）※「るん」名義

### イメージビデオ
2020年
- Rei good-by teenage（1月2日、REbecca）DVD/BD

2021年
- Rei2 くるるんクロニクル（1月7日、REbecca）DVD/BD

2022年
- Rei3 キミイロスマイル（3月17日、REbecca）DVD/BD
- Rei4 うたかたイリュージョン（10月20日、REbecca）DVD/BD

## 出版
- ビジュアルヌード・ポーズBOOK act 久留木玲（2020年11月26日、二見書房　撮影：長谷川朗）ISBN 978-4576201887

## 出演

### 映画
- すけべ繁忙期 モーレツたらし込み（2021年9月17日、オーピー映画）[15]
- 無慈悲な光（2021年11月、アエロ）‐ 看護師 役

### ゲーム
- 社長と美女たちの二重奏（2024年3月6日[16]、CREAM SOFT）- 南篠あおい 役[17]